# Idle
Idle este un film românesc din 2013 regizat de Raia Al Souliman. Rolurile principale au fost interpretate de actorii Teona Galgoțiu, Thomas Hofer.

## Distribuție
Distribuția filmului este alcătuită din:
- Cristina Drăghici
- Thomas Hofer
- Teona Galgoțiu